# Тигечские Кодры
Ландшафтный заповедник «Тигечские Кодры» (рум. Codrii Tigheciului, Codrii Tigheci) — охраняемая природная территория Республики Молдова, расположенная между сёлами Ларгуца и Капаклия Кантемирского района Республики Молдова (объезд Кантемирского лесничества, Тигеч, участки 1-40). Площадь заповедника составляет 2519 га. Объект находится в ведении Яргарского государственного лесного хозяйства.

## История
В XVII веке эта территория принадлежала господарю Молдавии, Константину Кантемиру, отцу Димитрия Кантемира, сподвижника Петра I. Здесь же был скит «Успения Пресвятой Богородицы» XIX века, от которого сохранились только поклонный крест и родник.

## Физико-географические сведения
Ландшафтный заказник «Тигечские Кодры» расположен в центральной части лесостепного орографического региона – Тигечской возвышенности, которая начинается на юге Центрально-Молдавской возвышенности и тянется в направлении юга республики на протяжении более 100 км. Максимальная высота возвышенности в заповеднике  – 301 м.

## Флора
На территории заповедника произрастают 9 видов растений, занесённых в Красную книгу Молдавии, в том числе: пион иноземный (лат. Paeonia peregrina), подснежник, земляника. Произрастают дуб пушистый, скумпия. Старейшему дубу в заповеднике около 500 лет

## Фотогалерея

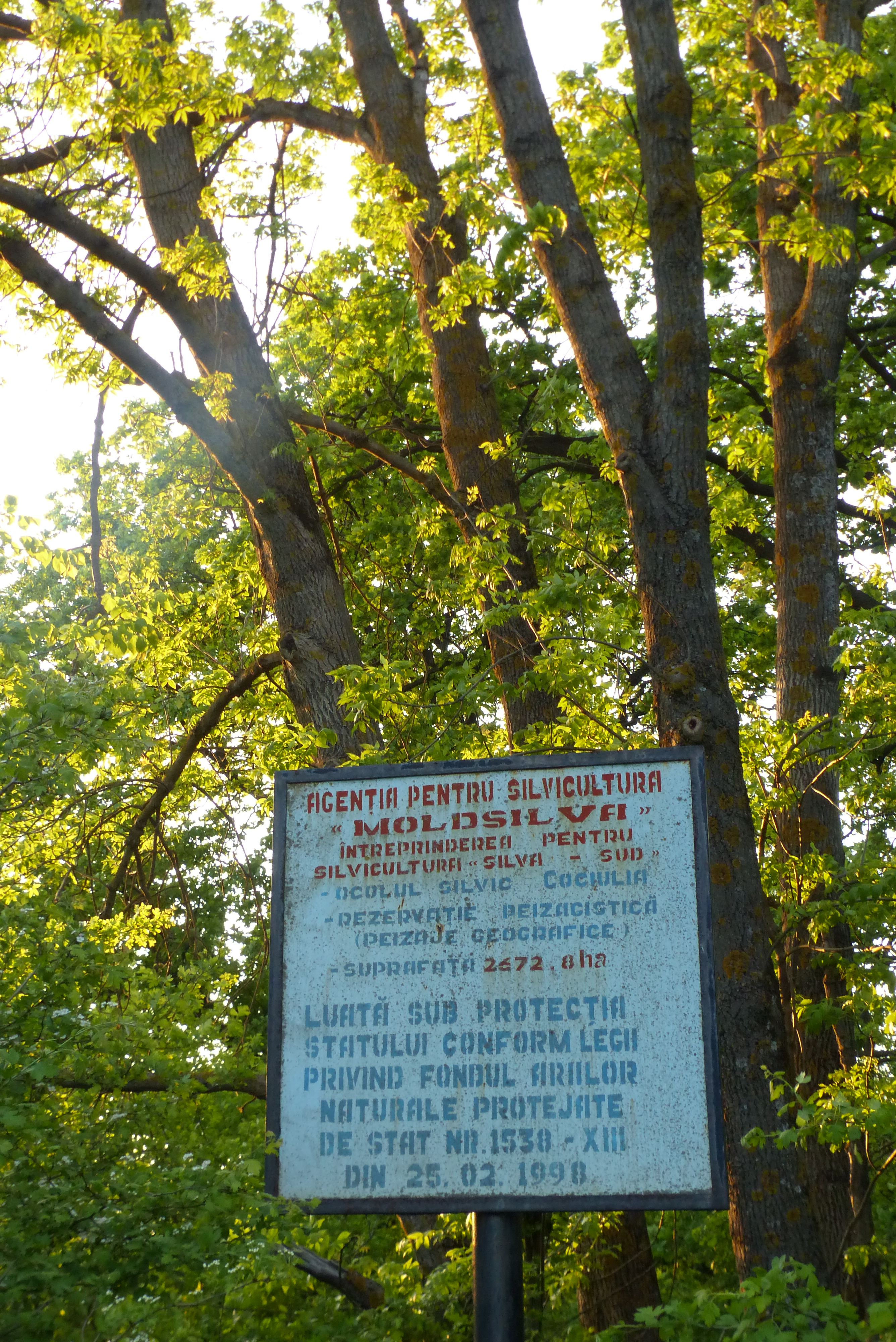
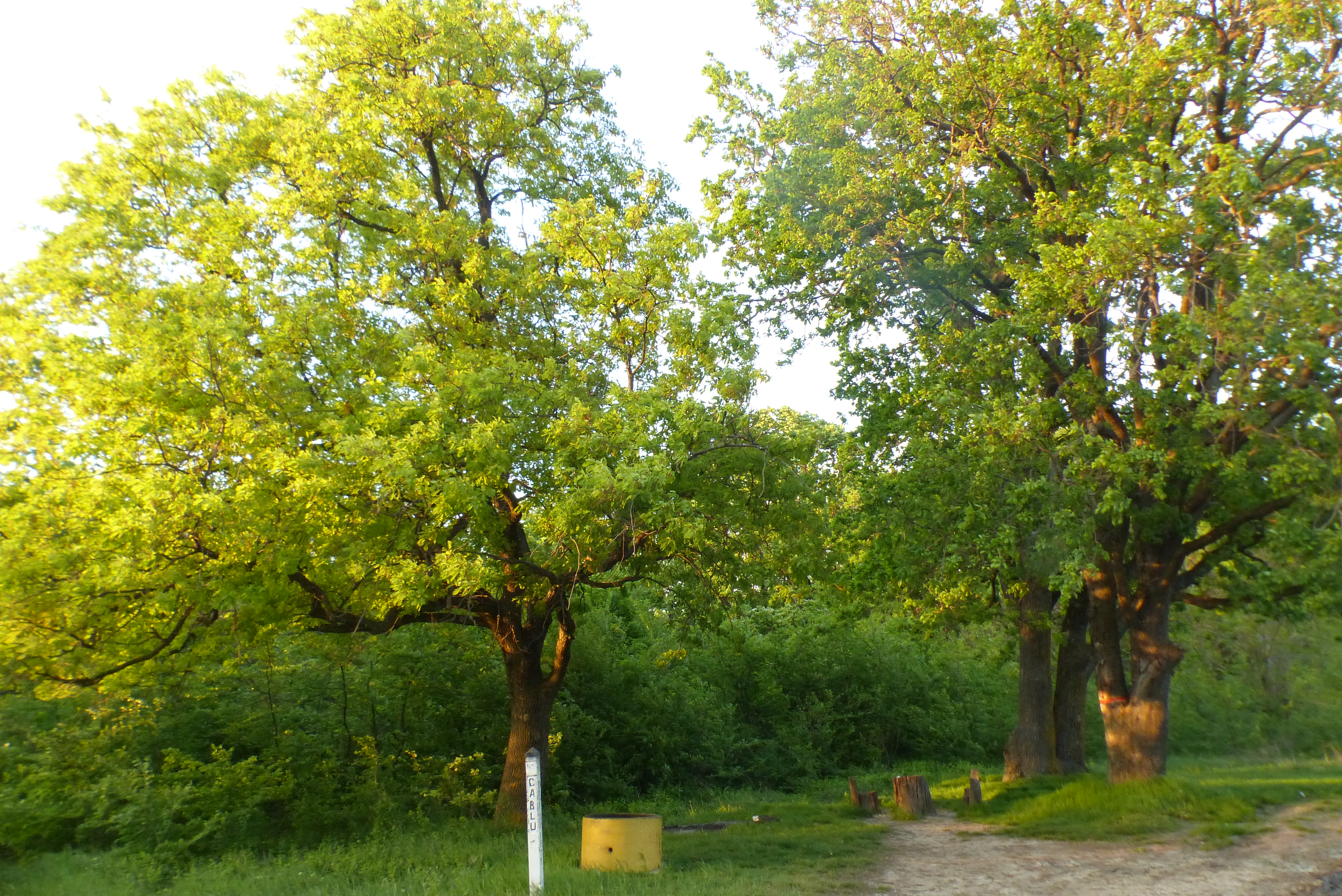
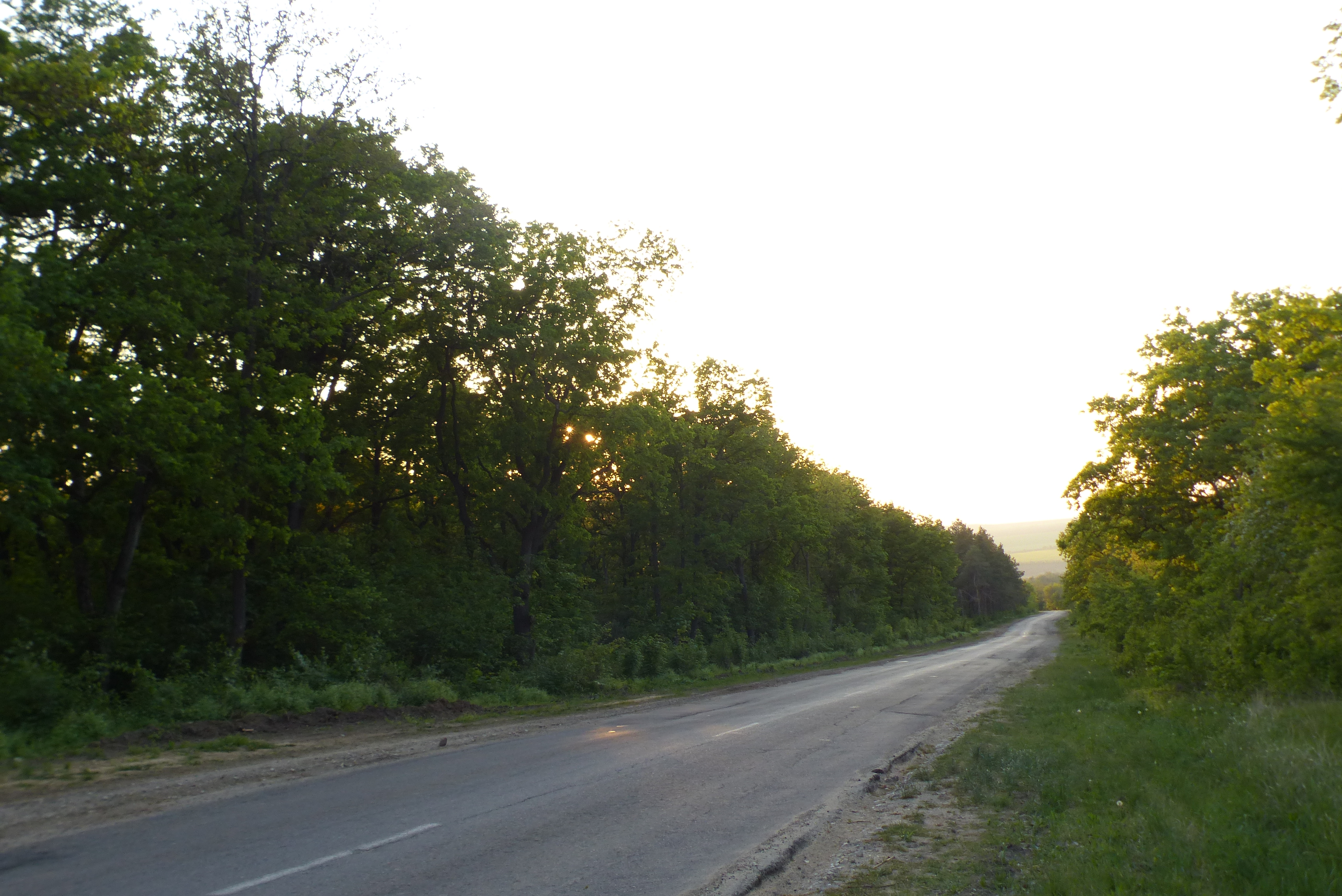
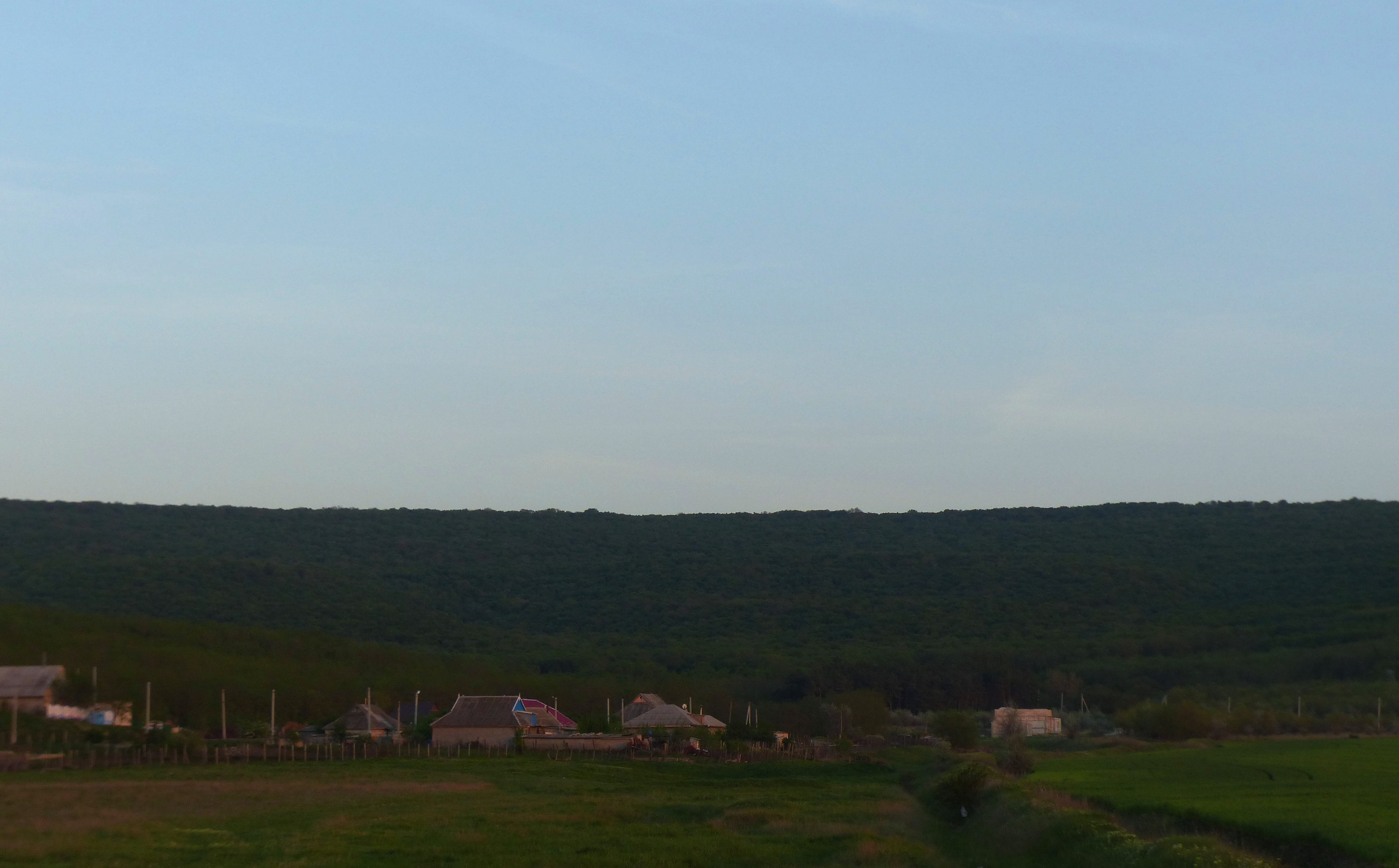
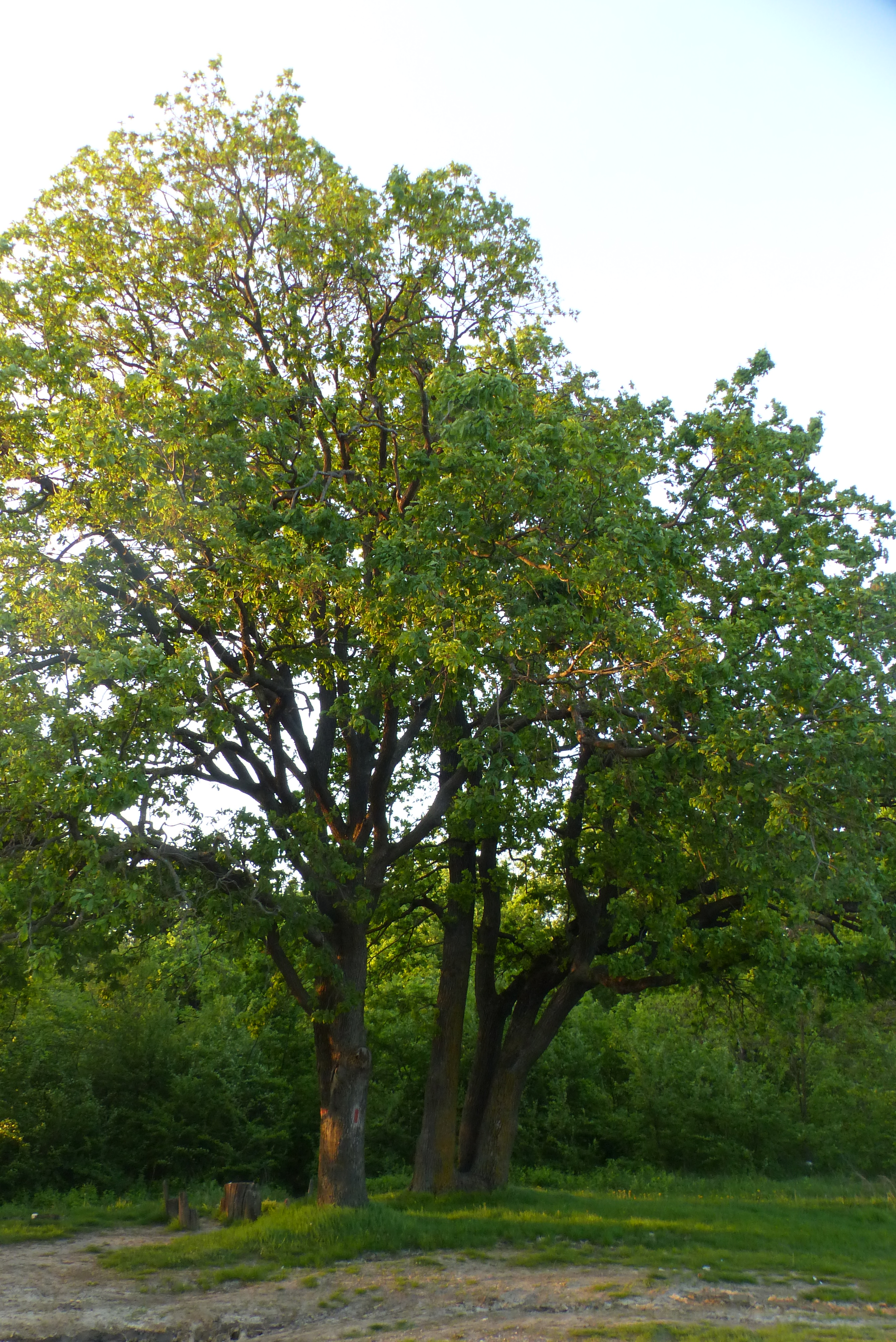
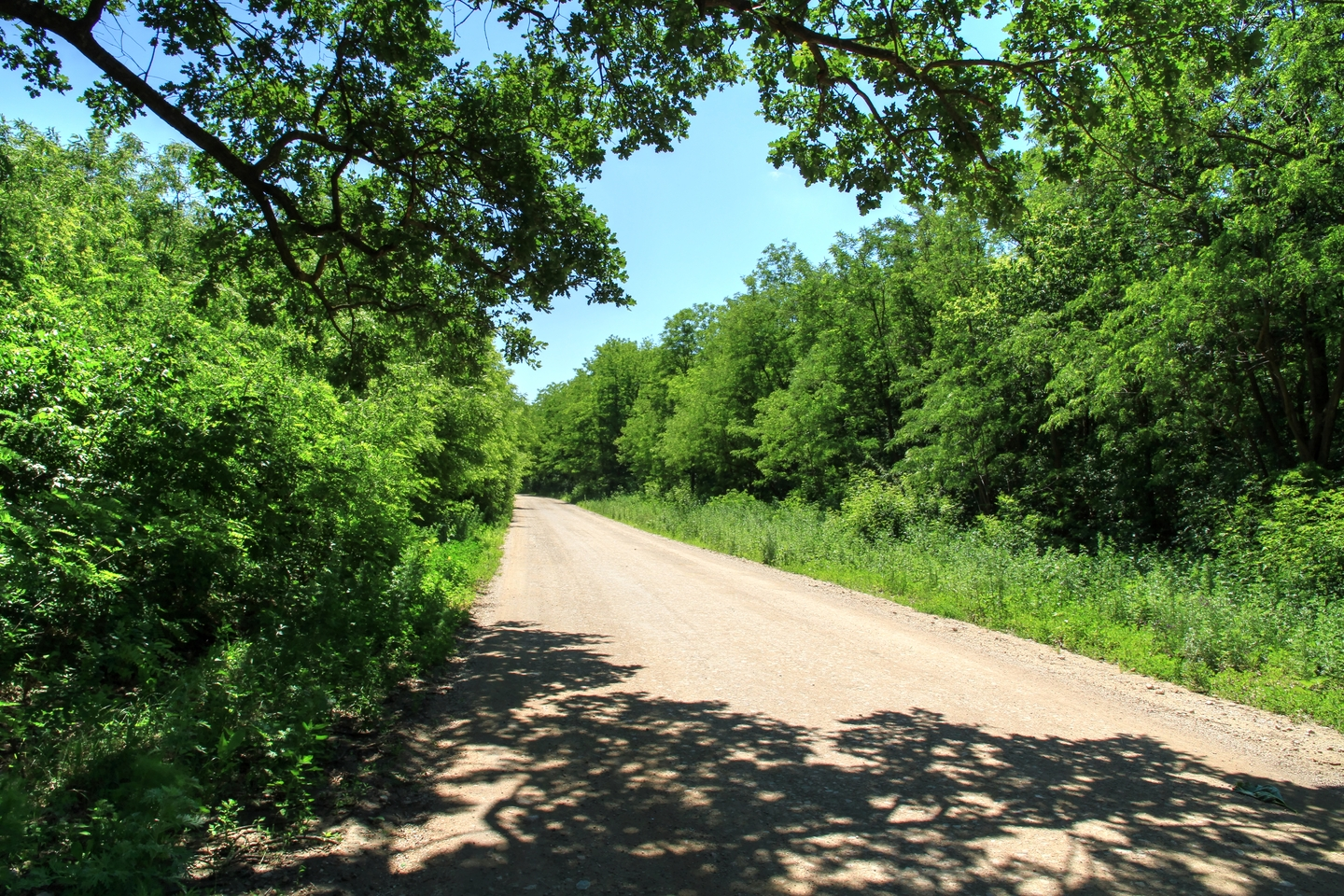